# Stomphia selaginella
Stomphia selaginella is een zeeanemonensoort uit de familie Actinostolidae. De anemoon komt uit het geslacht Stomphia. Stomphia selaginella werd in 1918 voor het eerst wetenschappelijk beschreven door Stephensen. 